# Menhir Alot
Le menhir Alot est un menhir situé sur la commune de Vitry-les-Nogent dans le département de la Haute-Marne.

## Description
Le menhir se dresse à environ 450 m au nord du dolmen Pierre Alot. Il mesure 1,25 m de hauteur pour 0,80 m de largeur et 0,40 m d'épaisseur. Le menhir a peut-être été déplacé de son emplacement initial afin de servir de borne dès l'époque romaine. Il comporte une fleur de lys gravée près du sommet.